# Swaljawa
Swaljawa (ukrainisch und russisch Свалява; ungarisch Szolyva, Slowakisch Svaľava, Tschechisch Svalava oder Svaljava, deutsch Schwal[l]bach, Jiddisch Swaljawy, Swaliwe, Swaljawe, Swaljiwe, rumänisch Svalova) ist eine Stadt mit 17.000 Einwohnern in der westukrainischen Oblast Transkarpatien (ukrainisch Закарпатська область). Die ehemalige Hauptstadt des Rajons Swaljawa liegt im Tal des Flusses Latoryzja am Zusammenfluss mit dem Flüsschen Swaljawka (Свалявка).

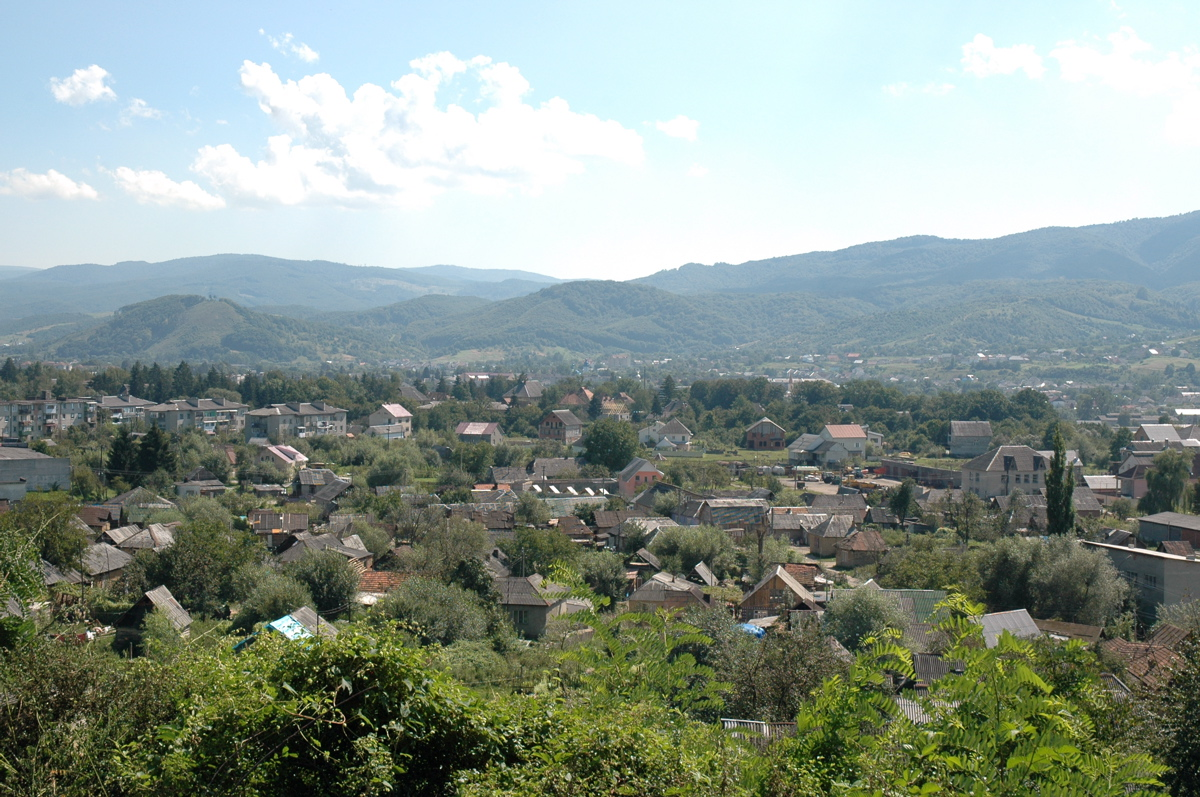
Panoramablick auf den Ort

## Verkehr
Durch das Tal führt die Hauptstraßenverbindung von Transkarpatien über die Karpaten nach Lemberg.
Swaljawa liegt an der Eisenbahnstrecke von Mukatschewo nach Stryj/Lemberg, diese wurde 1887 eröffnet.

## Geschichte
Der Ort wurde 1263 zum ersten Mal schriftlich als Zoloa erwähnt und wurde durch vom ungarischen König ins Königreich Ungarn geholte deutsche Siedler als Schwalbach erweitert und ausgebaut.
Der Ort liegt in der Karpatenukraine und teilt die Geschichte dieser historischen Region, bis 1918 gehörte Swaljawa zum Komitat Bereg.
Seit 1920 gehörte die Stadt zur Tschechoslowakischen Republik; 1939 wurde sie von Ungarn und 1944 von der Sowjetunion besetzt. Nach dem Ende des Zweiten Weltkrieges kam die Gemeinde zur Sowjetunion und erhielt am 30. Mai 1947 den Status einer Siedlung städtischen Typs, im Ort wurde auch ein Arbeitslager („malenkij robot“) für ethnische Ungarn und Deutsche aus der Karpatenukraine und Galizien eingerichtet. 1957 wurden Swaljawa schließlich die Stadtrechte verliehen. Im Ort gibt es ein deutsches Kulturzentrum.

## Verwaltungsgliederung
Am 12. Juni 2020 wurde die Stadt zum Zentrum der neu gegründeten Stadtgemeinde Swaljawa (Свалявська міська громада/Swaljawska miska hromada) im Rajon Mukatschewo. Zu dieser zählen auch 9 Dörfer; bis dahin bildete sie zusammen mit dem Dorf Dratschyno die Stadtratsgemeinde Swaljawa (Свалявська міська рада/Swaljawska miska rada) im Rajon Swaljawa.
Folgende Orte sind neben dem Hauptort Swaljawa ein Teil der Gemeinde:
| Name                     | Name          | Name                             | Name                    | Name                  | Name     |
| ukrainisch transkribiert | ukrainisch    | russisch                         | slowakisch              | ungarisch             | deutsch  |
| ------------------------ | ------------- | -------------------------------- | ----------------------- | --------------------- | -------- |
| Dratschyno               | Драчино       | Драчины (Dratschiny)             | Dračiny, Dračina        | Újtövisfalva          | Dorndorf |
| Dussyno                  | Дусино        | Дусина                           | Dusina                  | Zajgó, Duszina        | -        |
| Lopuschanka              | Лопушанка     | Лопушанка                        | Brustov, Brusturová     | Lombos, Brusztópatak  | -        |
| Mala Martynka            | Мала Мартинка | Малая Мартынка (Malaja Martynka) | Malá Martinka, Martinka | Mártonka, Kismartinka | -        |
| Plawja                   | Плав'я        | Плавья                           | Plavja                  | Zsilip, Plávja        | -        |
| Rossosch                 | Росош         | Россошь                          | Rozsoše, Rosoš          | Kopár, Roszos         | -        |
| Strojne                  | Стройне       | Стройное (Stroinoje)             | Strojno, Strijno        | Malmos, Sztrojna      | -        |
| Tschernyk                | Черник        | Черник (Tschernik)               | Černík                  | Csernektelep, Csernik | -        |
| Tybawa                   | Тибава        | Тибава (Tibawa)                  | Tybava, Tibava          | Havasalja, Nagytibava | -        |

## Söhne und Töchter der Stadt
- Eva Neumann (* 1929), ungarisch-britische Holocaustüberlebende
- Jewhen Stankowytsch (* 1942), ukrainischer Komponist